# Crkva Uznesenja Blažene Djevice Marije u Končanici
Crkva Uznesenja Blažene Djevice Marije u Končanici župna je rimokatolička crkva u Končanici u Bjelovarsko-bilogorskoj županiji.
Jednobrodna je građevina pravokutnog tlocrta s užim zaobljenim svetištem, zvonikom na glavnom istočnom pročelju i simetrično postavljenim bočnim aneksima poligonalnog tlocrta uz zapadno pročelje s kapelom sv. Antuna. Nadsvođena je baroknim križnim svodovima s pojasnicama oslonjenima na bočne kanelirane pilastre. Pjevalište počiva na dva masivna stuba uz istočni zid. Kao element dekoracije na svim se pročeljima javljaju polukružne viseće arkade na horizontalnim istacima te polukružno zaključeni prozorski otvori. Inventaru pripada glavni oltar Blažene Djevice Marije te propovjedaonica izvorno iz župne crkve sv. Josipa u Grubišnom Polju. Crkva je sagrađena 1909. godine.

## Zaštita
Pod oznakom Z-2854 vodi se kao nepokretno kulturno dobro - pojedinačno, pravnog statusa zaštićena kulturnog dobra, klasificirano kao "sakralna graditeljska baština".